# ミラ・マルティネツ
ミラ・マルティネツ（クロアチア語: Mira Martinec、韓国語: 미라 마르티네스、1956年6月7日 - ）は、クロアチアの弁護士、公証人、外交官。ユーゴスラビア時代にザグレブで行政官として奉職した後、クロアチアが独立を宣言した翌年の1992年に司法省（現・司法行政省）へ入省して憲法制定や法整備に携わり、その傍ら公証人資格を取得。1996年に外交官へ転身し、ワシントンD.C.やハーグでの在外勤務や本省勤務を経て、在アルゼンチン大使、駐日大使、在チリ大使を歴任。
ユーゴスラビア社会主義連邦共和国クロアチア社会主義共和国（現・クロアチア共和国）リカ＝セニ郡ブリニェ出身。母国語のセルビア・クロアチア語に加えて、英語とスペイン語に堪能。

## 経歴
1963年から1971年にかけてポジェガの小学校で、1971年から1975年にかけてポジェガのギムナジウムで、1975年から1979年にかけてザグレブ大学法学部で修学。
1980年よりザグレブ市ペシュツェニツァ地区（現・ペシュツェニツァ＝ジトニャク地区）で行政官研修を受けて、1981年に専門家試験に合格。1985年まで行政官として当地で職務を遂行した。
1986年よりクロアチア社会主義共和国地方政府で法律や条例の起草を担当して、1990年に司法試験に合格。クロアチアが独立を宣言した翌年の1992年にクロアチア共和国司法省（現・司法行政省）へ入省して、憲法制定や法整備に携わる。1994年には公証人資格を取得。
1996年、外務省（現・外務欧州省）に転省して外交キャリアを開始。1996年から1999年にかけて、在アメリカ合衆国大使館参事官、公使参事官。
1999年から2000年にかけてザグレブの本省で外務大臣補佐官を務め、大使の称号を授かる（名称大使）。
2000年から2004年にかけて在オランダ大使館公使参事官を務め、特命全権大使の不在時には臨時代理大使を兼任した。
2004年から2005年にかけてザグレブの本省で法務局長を務め、特命全権大使の称号を授かる。
2005年から2010年にかけて、ブエノスアイレス常駐の在アルゼンチン大使兼在ウルグアイ大使兼在パラグアイ大使。
2011年から2015年にかけて、東京常駐の駐日大使兼在大韓民国大使。
2018年より、サンティアゴ・デ・チレ常駐の在チリ大使。